# Divisione Nazionale 1937-1938 (pallacanestro femminile)
Il campionato di Divisione Nazionale di pallacanestro femminile 1937-1938 è stato il nono organizzato in Italia.
È stato vinto dall'A.S. Ambrosiana-Inter di Milano, al terzo titolo consecutivo.

## Squadre partecipanti

La Ginnastica Roma che ha battuto il GUF Napoli il 3 aprile 1938.

La Ginnastica Roma e il GUF Napoli schierati assieme.

- A.S. Ambrosiana Inter, Milano
- S.S. Audax, Venezia
- Pol. Giordana, Genova
- G.U.F. Firenze, Firenze
- G.U.F. Napoli, Napoli
- Ginnastica, Roma
- G.U.F. Trieste, Trieste

## Risultati
| Risultati 1937-38 | Ambro | Audax | Giord | GufFI | GufNA | GufTS | Roma |
| ----------------- | ----- | ----- | ----- | ----- | ----- | ----- | ---- |
| Ambrosiana Inter  |       | -     | -     | -     | -     | -     | -    |
| Audax             | -     |       | -     | -     | -     | -     | -    |
| Giordana          | -     | -     |       | -     | -     | -     | -    |
| G.U.F. Firenze    | -     | -     | -     |       | -     | -     | -    |
| G.U.F. Napoli     | -     | -     | -     | -     |       | -     | -    |
| G.U.F. Trieste    | -     | -     | -     | -     | -     |       | -    |
| Roma              | -     | -     | -     | -     | -     | -     |      |

## Classifica finale
|  |    | Divisione Nazionale 1937-1938 | Pt | G  | V | P | PtF | PtS |
|  | -- | ----------------------------- | -- | -- | - | - | --- | --- |
|  | 1. | A.S. Ambrosiana Inter, Milano | 24 | 14 | . | . | ... | ... |
|  | 2. | Pol. Giordana, Genova         | 21 | 14 | . | . | ... | ... |
|  | 3. | Soc. Audax, Venezia           | 20 | 14 | . | . | ... | ... |
|  | 4. | G.U.F. Napoli, Napoli         | 16 | 14 | . | . | ... | ... |
|  | 5. | G.U.F. Firenze, Firenze       | 16 | 14 | . | . | ... | ... |
|  | 6. | G.U.F. Trieste, Trieste       | 15 | 14 | . | . | ... | ... |
|  | 7. | G.S. Roma, Roma               | 13 | 14 | . | . | ... | ... |

## Calendario
| Andata (1ª) | Andata (1ª)              | Prima giornata          | Ritorno (8ª) | Ritorno (8ª) |
|             |                          |                         |              |              |
| 6 feb. 1938 | 34-23                    | Roma-G.U.F. Firenze     | 22-25        | 27 mar. 1938 |
| 6 feb. 1938 | 25-62                    | G.U.F. Trieste-Giordana | 27-38        | 27 mar. 1938 |
| 6 feb. 1938 | 27-22                    | G.U.F. Napoli-Audax     | 20-33        | 27 mar. 1938 |
| 6 feb. 1938 | Riposa: Ambrosiana-Inter |                         |              | 27 mar. 1938 |

| Andata (2ª)  | Andata (2ª)      | Seconda giornata                | Ritorno (9ª) | Ritorno (9ª) |
|              |                  |                                 |              |              |
| 13 feb. 1938 | 10-54            | G.U.F. Trieste-Ambrosiana Inter | 21-30        | 3 apr. 1938  |
| 13 feb. 1938 | 37-2             | G.U.F. Napoli-Roma              | 23-33        | 3 apr. 1938  |
| 13 feb. 1938 | 28-21            | Audax-G.U.F. Firenze            | 34-18        | 3 apr. 1938  |
| 13 feb. 1938 | Riposa: Giordana |                                 |              | 3 apr. 1938  |

| Andata (3ª)  | Andata (3ª)  | Terza giornata               | Ritorno (10ª) | Ritorno (10ª) |
|              |              |                              |               |               |
| 20 feb. 1938 | 16-13        | Ambrosiana Inter-Giordana    | 16-13         | 10 apr. 1938  |
| 20 feb. 1938 | 33-16        | Audax-G.U.F. Trieste         | 33-16         | 10 apr. 1938  |
| 20 feb. 1938 | 13-22        | G.U.F. Firenze-G.U.F. Napoli | 13-22         | 10 apr. 1938  |
| 20 feb. 1938 | Riposa: Roma |                              |               | 10 apr. 1938  |

| Andata (4ª)  | Andata (4ª)           | Quarta giornata           | Ritorno (11ª) | Ritorno (11ª) |
|              |                       |                           |               |               |
| 27 feb. 1938 | 16-31                 | G.U.F. Firenze-Ambrosiana | 20-41         | 17 apr. 1938  |
| 27 feb. 1938 | 40-32                 | G.U.F. Trieste-Roma       | 35-30         | 17 apr. 1938  |
| 27 feb. 1938 | 37-31                 | Giordana-Audax            | 31-32         | 17 apr. 1938  |
| 27 feb. 1938 | Riposa: G.U.F. Napoli |                           |               | 17 apr. 1938  |

| Andata (5ª) | Andata (5ª)            | Quinta giornata                | Ritorno (12ª) | Ritorno (12ª) |
|             |                        |                                |               |               |
| 6 mar. 1938 | 21-34                  | Roma-Audax                     | 35-39         | 27 apr. 1938  |
| 6 mar. 1938 | 35-22                  | Ambrosiana Inter-G.U.F. Napoli | 19-18         | 27 apr. 1938  |
| 6 mar. 1938 | 34-17                  | Giordana-G.U.F. Firenze        | 44-21         | 27 apr. 1938  |
| 6 mar. 1938 | Riposa: G.U.F. Trieste |                                |               | 27 apr. 1938  |

| Andata (6ª)  | Andata (6ª)   | Sesta giornata                | Ritorno (13ª) | Ritorno (13ª) |
|              |               |                               |               |               |
| 13 mar. 1938 | 28-22         | G.U.F. Firenze-G.U.F. Trieste | 28-32         | 5 giu. 1938   |
| 13 mar. 1938 | 24-36         | Roma-Ambrosiana Inter         | 0-2           | 5 giu. 1938   |
| 13 mar. 1938 | 10-24         | G.U.F. Napoli-Giordana        | 16-30         | 5 giu. 1938   |
| 13 mar. 1938 | Riposa: Audax |                               |               | 5 giu. 1938   |

| Andata (7ª)  | Andata (7ª)            | Settima giornata             | Ritorno (14ª) | Ritorno (14ª) |
|              |                        |                              |               |               |
| 20 mar. 1938 | 18-24                  | G.U.F. Napoli-G.U.F. Trieste | 20-19         | 12 giu. 1938  |
| 20 mar. 1938 | 37-26                  | Giordana-Roma                | 46-43         | 12 giu. 1938  |
| 20 mar. 1938 | 39-28                  | Ambrosiana Inter-Audax       | 28-21         | 12 giu. 1938  |
| 20 mar. 1938 | Riposa: G.U.F. Firenze |                              |               | 12 giu. 1938  |

## Verdetti

Da sinistra a destra e dall'alto in basso: Bruna Bertolini, Rosetta Boccalini, Angela Vacchini, Adriana Mengaldo, Matilde Moraschi, Nerina Bertolini, Maria Mengaldo e Olga Mauri.

- Campione d'Italia:  A.S. Ambrosiana-Inter, Milano

Squadra campione: A.S. Ambrosiana-Inter
- Bruna Bertolini
- Nerina Bertolini
- Rosa Boccalini
- Olga Mauri
- Adriana Mengaldo
- Maria Mengaldo
- Matilde Moraschi
- Angela Vacchini
- Laura Grassi
- Pinuccia Brescia

All.: Sergio Paganella.